# Clambus simsoni
Clambus simsoni är en skalbaggsart som beskrevs av Blackburn 1902. Clambus simsoni ingår i släktet Clambus, och familjen dvärgkulbaggar. Arten är reproducerande i Sverige.